# Gregorio di Cappadocia
Gregorio di Cappadocia (... – 348) fu il nono Papa della Chiesa copta (massima carica del Patriarcato di Alessandria d'Egitto).
Le Chiese cattolica, ortodossa e copta non lo riconoscono, considerando Atanasio di Alessandria patriarca al suo posto. Poche notizie sono giunte della sua vita e, il più delle volte, le fonti da cui gli storici attingono sono probabilmente viziate da faziosità, in quanto scritte da suoi oppositori.

## Biografia
Prete di fede ariana, fu scelto dal Concilio di Antiochia (341) come nuovo Vescovo di Alessandria, reso vacante dalla deposizione del suo predecessore Atanasio da parte del concilio stesso. Gregorio prese possesso del seggio vescovile della città egiziana, grazie all'aiuto dell'esercito ma, tuttavia, non poté impedire la fuga di Atanasio nonostante l'occupazione di Alessandria da parte delle truppe imperiali avesse colto il patriarca di sorpresa, intento a celebrare messa.
Contrastanti sono le testimonianze sulla condotta di Gregorio una volta divenuto vescovo. Atanasio nelle sue opere lo descrive come un feroce persecutore dei fedeli di credo niceano e narra di come questi si fosse inimicato anche il movimento ariano bruciando la chiesa dedicata a Dionisio. Il concilio di Sardica (347) lo definì, secondo lo stesso Atanasio, "non solo non ortodosso ma nemmeno cristiano" e nel 344 venne deposto dagli stessi ariani, che mal sopportavano, secondo Sozomeno, la sua condotta e lo scarso impegno con cui sosteneva l'arianesimo. Morì nel 348, poco prima del ritorno di Atanasio, avvenuto nel 349.